# 봉의 슈트
봉의 슈트(Suit of Wands)는 타로의 마이너 아르카나의 4대 슈트의 하나로 지팡이(혹은 곤봉)를 본떴다. 지휘봉의 슈트(Suit of Batons), 또는 말뚝의 슈트(Suit of Staves), 막대의 슈트(Suit of Rods)라고도 한다.
플레잉 카드의 클럽에 상당하며, 4원소의 불을 맡는다.

## 카드의 종류와 의미
아서 에드워드 웨이트의 타로 도해에 해설된 의미는 이하와 같다.

### 핍(숫자)
봉의 에이스
「봉의 1」라고도 한다. 창조력, 출발점.
봉의 2
재산, 장엄함, 영주.
봉의 3
확립된 힘, 교역, 사업상 협력.
봉의 4
일의 완성, 휴식, 평화.
봉의 5
치열한 경쟁, 운동.
봉의 6
승리자, 대특보의 도착, 길보.
봉의 7
용기, 논의, 교섭, 극기심.
봉의 8
활동성, 민첩함.
봉의 9
억압된 상황의 힘, 경계.
봉의 10
억압, 너무 많은 재산, 중압.

### 코트(인물)
봉의 시종
젊은 남성, 충실, 외교 사절, 우편.
봉의 기사
출발, 친해지기 쉬운 젊은이.
봉의 여왕
시골의 여성, 친해지기 쉽고 정숙, 존경받음.
봉의 왕
시골 남성, 정직, 양심적.

에이스
2
3
4
5
6
7
8
9
10
시종
기사
여왕
왕